# Iracema (roman)
Pour les articles homonymes, voir Iracema.
Iracema (ou Iracema, la légende du Ceara) est un roman de José de Alencar, un auteur brésilien du XIXe siècle. Cet ouvrage appartient au genre romantique. Il fut publié au Brésil en 1865 et fait partie de la trilogie indianiste de l'auteur, les deux autres romans de cette trilogie étant Les Guarani (O guarani, en portugais) et Ubirajara.
Le roman relate un amour presque impossible entre un blanc, Martim Soares Moreno, et la belle indienne Iracema, une vierge aux lèvres de miel et aux cheveux plus sombres que le plumage du corbeau. Ce roman explique symboliquement l'origine de la patrie de l'auteur, l'État du Ceará, et, au-delà, celle, métissée, du peuple brésilien.